# Pokémon Mundo misterioso: equipo de rescate DX
Pokémon Mundo misterioso: equipo de rescate DX (ポケモン不思議のダンジョン 救助隊DX Pokémon Fushigi no Dungeon Kyūjotai DX?) es un videojuego roguelike de 2020 desarrollado por Spike Chunsoft y distribuido por Nintendo y The Pokémon Company para Nintendo Switch. Es parte de la serie de videojuegos Pokémon Mundo misterioso. Es una nueva versión de los videojuegos de 2005 de Pokémon Mundo Misterioso: Equipo de Rescate Azul y Equipo de Rescate Rojo. Anunciado en enero de 2020, fue lanzado a nivel mundial el 6 de marzo de 2020. El videojuego es la primera nueva versión de un videojuego derivado de la franquicia Pokémon. Cuenta con un estilo de arte pictórico e incluye nuevas características no vistas en los originales como la Mega Evolución, autoguardado, y modo automático. A partir del 31 de diciembre de 2022, el juego ha vendido 1.99 millones de copias.

## Jugabilidad
El jugador empieza como un humano convertido en Pokémon, que puede ser uno de dieciséis Pokémon de las primeras tres generaciones de la serie. (Bulbasaur, Charmander, Squirtle, Pikachu, Meowth, Psyduck, Machop, Cubone, Eevee, Chikorita, Cyndaquil, Totodile, Treecko, Torchic, Mudkip o Skitty). El Pokémon en el que se convierte el jugador es determinado por una prueba de personalidad tomada al comienzo del juego. El jugador elige un compañero Pokémon de la misma lista, excluyendo Pokémon del mismo tipo que el jugador. El juego consiste en hacer misiones que pueden ser distintos trabajos, estos se pueden encontrar en el tablón de anuncios, en el correo, o a partir de eventos de la historia, y los trabajos incluyen rescatar Pokémon, entregar ítems y escoltar clientes. Si el jugador completa un trabajo exitosamente, reciben una recompensa y Puntos de Rescate, que incrementan el rango del equipo.
Estos trabajos toman lugar en mazmorras, cuyo diseño es generado al azar. El objetivo puede ser terminar un trabajo o pasar por todos los pisos hasta encontrar la salida. En la mazmorra, hay Pokémon salvajes que luchan contra el equipo del jugador. Estas batallas se dan por turnos, y toman lugar en el mapa de la mazmorra. Los Pokémon luchan usando los cuatro movimientos que conozcan, proyectiles u otros ítems. Mientras explora la mazmorra, el jugador pasará hambre y deberá comer comida, ya sea encontrada en ese lugar o traída de antemano. Los Pokémon pueden unirse al equipo del jugador durante las visitas a las mazmorras y pueden volverse parte del equipo de forma permanente o ser echados después de la mazmorra. Completar misiones también puede permitir a un Pokémon unirse al equipo del jugador.
A diferencia de los juegos originales, ser vencido en una mazmorra solo hará que el jugador tome control del próximo Pokémon en el equipo, hasta que todos los Pokémon principales hayan sido vencidos. Los jugadores pueden encontrar Pokémon shiny durante el juego, que solo aparecen como «enemigos fuertes».

## Lanzamiento
El juego fue anunciado en un Pokémon Direct el 9 de enero de 2020 y fue lanzado a nivel mundial para la Nintendo Switch el 6 de marzo de 2020. Una demo fue lanzada en la Nintendo eShop el 9 de enero de 2020; el progreso de la demo puede ser transferido al juego completo.

## Recepción
El juego recibió reseñas medias de acuerdo al agregador de reseñas Metacritic. El juego fue visto como una mejora general de los juegos originales por su estilo de arte mejorado, pero fue criticado por sus mazmorras repetitivas y la falta de barras de PS de los enemigos. Dándole al juego un puntaje de 6/10, Travis Northup de IGN llamó al juego una «experiencia banal y repetitiva», mientras que Cian Maher de GameSpot declaró que las mazmorras «todavía pueden ser un poco molestas a veces» y le dio al juego un 8/10.

### Ventas
Pokémon Mundo misterioso: equipo de rescate DX fue el juego más vendido en Japón durante su primera semana de lanzamiento, con 138,548 copias físicas vendidas. Se clasificó primero en las tablas de ventas de Reino Unido y Francia durante su primera semana. Más de 360,000 copias han sido vendidas en Japón y más de 890,000 copias en el exterior, para un total de más de 1.26 millones de copias vendidas para fines de marzo de 2020. Ocupó el 41er lugar en la lista de juegos más vendidos de Nintendo Switch para el 21 de agosto de 2021. El juego ocupó el vigésimo primer lugar en el Top 30 juegos más vendidos de 2020 de Nintendo eShop de Japón. Para el 31 de diciembre de 2022, el juego ha acumulado un total de 1.99 millones de copias vendidas de acuerdo a la CESA, superando a las ventas totales de Pokémon Mundo misterioso: portales al infinito.